# Limatula hyalina
Limatula hyalina är en musselart som beskrevs av Addison Emery Verrill och Katharine Jeanette Bush 1898. Limatula hyalina ingår i släktet Limatula och familjen filmusslor. Inga underarter finns listade i Catalogue of Life.